# Sagamihara
Sagamihara (jap. 相模原市 Sagamihara-shi) – miasto w Japonii, w prefekturze Kanagawa, na wyspie Honsiu. Ma powierzchnię 328,91 km². W 2020 r. mieszkały w nim 725 302 osoby, w 332 069 gospodarstwach domowych  (w 2010 r. 717 561 osób, w 302 652 gospodarstwach domowych). Sagamihara jest jednym z miast oznaczonych rozporządzeniem rządowym.

## Położenie
Miasto leży w północnej części prefektury Kanagawa na nizinie Kantō, nad rzeką Sagami. Graniczy z:
- od północy z metropolią Tokio:
  - Machida, Hachiōji i Hinohara
- od południa:
  - Hachiōji
  - Atsugi
  - Yamato
  - Zama

## Historia
1 kwietnia 1889 roku teren powiatu Kōza został podzielony administracyjnie na siedem wiosek. Miasteczko Sagamihara powstało 29 kwietnia 1941 roku w wyniku połączenia dwóch miejscowości i sześciu wiosek. W latach 30. XX wieku stacjonujące tutaj wojska japońskie przyczyniły się do przyłączenia do Sagamihary sąsiadujących miejscowości, co spowodowało rozwój miasta. Miasto otrzymało prawa miejskie 20 listopada 1954. 20 marca 2006 roku do miasta przyłączyły się miasteczka Tsukui i Sagamiko (z powiatu Tsukui. 11 marca 2007 roku do miasta przyłączyły się miasteczka Fujino i Shiroyama (z powiatu Tsukui).

## Podział administracyjny miasta
Sagamihara dzieli się na 3 dzielnice:
1. Midori-ku
2. Chūō-ku
3. Minami-ku

| Nazwa        | Nazwa          | Nazwa    | Powierzchnia (km²) | Ludność | Kod jednostki | Mapa |
| Polska nazwa | Rōmaji         | Kanji    | Powierzchnia (km²) | Ludność | Kod jednostki | Mapa |
| ------------ | -------------- | -------- | ------------------ | ------- | ------------- | ---- |
| Chūō         | Chūō-ku        | 中央区   | 36,87              | 273 651 | 14152         |      |
| Midori       | Midori-ku      | 緑区     | 253,93             | 170 139 | 14151         |      |
| Minami       | Minami-ku      | 南区     | 38,11              | 281 512 | 14153         |      |
| Sagamihara   | Sagamihara-shi | 相模原市 | 328,91             | 725 302 | 14150         |      |

## Przemysł
W mieście rozwinął się przemysł metalowy, elektrotechniczny, elektroniczny, samochodowy, maszyn rolniczych, włókienniczy oraz odzieżowy.
W Sagamiharze znajduje się instytut naukowo-badawczy fizyki jądrowej.

## Transport
- Drogi:
  - Przez miasto przebiega autostrada Chūō,
  - Droga krajowa nr 16, do Yokosuki, Saitamy
  - Droga krajowe nr 20, 129, 412, 413.
- Kolej:
  - Linia JR Yokohama, kierunek do Jokohamy lub Hachioji
  - Linia JR Sagami, kierunek do Chigasaki
  - Linia Odakyū Odawara, kierunek do Shinjuku lub Odawary
  - Linia Odakyū Enoshima, kierunek do Fujisawy

## Populacja
Zmiany w populacji Sagamihary w latach 1970–2015:
| Rok  | Populacja |
| ---- | --------- |
| 1970 | 317 297   |
| 1975 | 421 991   |
| 1980 | 494 255   |
| 1985 | 546 517   |
| 1990 | 602 436   |
| 1995 | 646 513   |
| 2000 | 681 150   |
| 2005 | 701 620   |
| 2010 | 717 561   |
| 2015 | 720 779   |
| 2020 | 725 302   |

## Miasta partnerskie
- Kanada: Toronto i Trail
- Chiny: Wuxi